# 李峻柏
李峻柏（1964年12月—），男，内蒙古人，中国化学家，中国科学院化学研究所研究员、博士生导师，中国化学会会士，中国科学院院士。